# هزارخال

هزارخال نام کوهی روبه روی روستای خرمکوه بخش عمارلو شهرستان رودبار که در قسمت غربی این روستا واقع شده‌است. در پشت این کوه روستای توریستی داماش قرار دارد.
بقعه امامزاده طاهر روستای خرمکوه واقع در ارتفاع ۴۰۰ متری کوه هزارخال دارای بنایی با یک اتاق و ایوان به مسحت تقریبی ۱۵ متر مربع با صندوق و دیوارهای نقاشی شده، مربوط به دوره قاجاریه بوده، که در حدود سال ۱۳۳۵ بر اثر سیلاب ویران شد و در آن سال تجدید بنا گردید و این بنا نیز در زلزله سال خورشیدی ۱۳۶۹ به کلی تخریب شد و اکنون محل مرقد به وسیله اتاقکی سنگ و گل به ابعاد ۵/۲ در ۵/۲ متر پوشیده شده‌است.

## منبع
سایت روستای خرمکوه